# Jammal-ud-Din Affendi
Jammal-ud-Din Affendi (* 23. Juni 1908; † unbekannt) war ein afghanischer Hockeyspieler. Sein größter Erfolg war die Teilnahme an den Olympischen Sommerspielen 1936 in Berlin.

## Einsätze
Jammal-ud-Din Affendi wurde im afghanischen Hockeyteam während der Spiele in Berlin in den ersten beiden von vier Begegnungen eingesetzt. Die erste Partie gegen Dänemark endete mit 6:6; in seinem zweiten Einsatz verlor er mit seiner Mannschaft gegen den späteren Silbermedaillengewinner Deutschland 1:4, so dass sein Team die Qualifikation für das Halbfinale verfehlte.